# Trix (khủng long)
Trix là một mẫu vật Tyrannosaurus rex khai quận năm 2013 ở Montana, Hoa Kỳ bởi một nhóm các nhà cổ sinh vật học từ
Trung tâm Đa dạng Sinh học Naturalis ở Leiden ở Hà Lan. Con Tyrannosaurus này, hơn ba mươi tuổi — là mẫu vật lâu đời thứ hai được biết đến Mẫu vật Tyrannosaurus - đã sống hơn 67 triệu năm trước. Nó được coi là Khủng long bạo chúa hoàn chỉnh thứ ba được tìm thấy, với khoảng 75% đến 80% thể tích xương của nó được phục hồi. Mẫu vật được đặt tên là Trix theo tên của người Hà Lan trước đây Nữ hoàng Beatrix và là một trong hai mẫu vật Tyrannosaurus được trưng bày lâu dài ở lục địa Châu Âu. Mẫu kia là mẫu vật được gọi là Tristan, được trưng bày tại Bảng tàng Lịch sử Tự nhiên Berlin. Vào năm 2020, Tristan được cho Bảo tàng Lịch sử Tự nhiên Đan Mạch (Copenhagen) mượn và nó sẽ trở lại Berlin vào năm 2021.